# Mali Dubovik
Mali Dubovik (szerbül: Мали Дубовик) szerb falu Bosznia-Hercegovinában, a Szerb Köztársaságban, Krupa na Uni községben.

## Fekvése
Bosznia-Hercegovina nyugati részén, Banja Lukától légvonalban 67, közúton 113 km-re nyugatra, Prijedortól légvonalban 36, közúton 64 km-re délnyugatra levő, patakvölgyek által szabdalt, dombos területen fekszik. A Japra szurdokvölgye a karsztsíkság irányában húzódik. Itt találkoznak a Bijeli Potok és Majkića Potok, melyek egyesülve ezután már a Japrica nevet viselik, ami Ovangrad közelében folyik Japrába. A karsztfennsík Vojskova és Japra alkotta folyóvölgyei, valamint a fent említett patakok által alkotott lejtőin, a Mraovac és Babicšica patakok között található Dubovik települése. A település legmagasabb pontja a Bogdanović Brdo (414 m). A települést vízzel a Jezerac, a Latinović Točak, a Studenac és a Široko Vrelo látják el. A falu az egyes családok által lakott házcsoportokra oszlik és három részből áll: Bijeli Potok, Kupres és Zagaj.

## Népessége
| Nemzetiségi csoport | Népesség 1991 | Népesség 2013 |
| ------------------- | ------------- | ------------- |
| Szerb               | 298           | 175           |
| Bosnyák             | 0             | 0             |
| Horvát              | 1             | 0             |
| Jugoszláv           | 1             | 0             |
| Egyéb               | 0             | 0             |
| Összesen            | 300           | 175           |

## Története
Dubovik területe a régmúltban is több részre oszlott. A mai Srednji Dubovikot egykor Malićbeg Duboviknak, Mali Dubovikot Alajbeg Duboviknak, Donji Dubovikot pedig az egykori híres harcos, Alibeg Krupić után Alibeg Duboviknak hívták. (A mai Donja Suvaja a Hashimbeg Suhaja, Gornja Suvaja pedig Mahmutbeg Suhaja volt.) Ezeken a helyeken Krupa bégeinek voltak udvarházai, tornyai és csardakjai. A Crkvica nevű helyen a 19. században ortodox fatemplom állt, mely az 1875-ös törökellenes felkelésben leégett.
Mali Dubovik, Alajbeg Dubovik néven 1878-ig tartozott az Oszmán Birodalomhoz, majd az Osztrák-Magyar Monarchia része lett. Az osztrák-magyar uralom érkezésével szerbek kezdték betelepíteni a Krupa környéki falvakat. Többnyire Likáról érkeztek Podgrmeč területére, és jobbágyként művelték a krupai bégek földjét. Idővel megvették ezeket az ingatlanokat, mert a gazdagabb krupaiak elkezdtek Törökországba költözni, A falvakból úgy távoztak a muszlimok, mintha a végítélet utolsó napja jönne. Tömegesen távoztak, és értéküknél akár 70%-kal olcsóbban adtak el ingatlanokat. A törökök pedig, mint ügyes keleti kufárok, saját céljaikra használták a kivándorlókat: a balkáni határok őrzésére és Bithynia egészségtelen és kietlen pusztáinak lecsapolására. Senkinek sem jutott eszébe segíteni rajtuk a nehéz helyzetükben.
1879-ben az első osztrák-magyar népszámlálás során a faluban 69 házat és 341 ortodox szerb lakost számláltak. 1910-ben Bijeli Potok, Kupres és Zagaj településrészekkel 71 háza és 528 ortodox szerb lakosa volt. A monarchia szétesésével 1918-ben előbb a Szerb-Horvát-Szlovén Királyság, majd 1929-től a Jugoszláv Királyság része. 1921-ben a faluban 71 házat és 492 lakost számláltak. 1945-től a település a szocialista Jugoszlávia része volt. A boszniai háború idején a falu szerb félkatonai alakulatok ellenőrzése alatt állt.